# پاسلینگفورد
پاسلینگفورد (به انگلیسی: Poslingford) یک روستا و محله مدنی در بریتانیا است که در St Edmundsbury واقع شده‌است. پاسلینگفورد ۱۸۷ نفر جمعیت دارد.